# کوارتت زهی شماره ۳ (چایکوفسکی)
کوارتت زهی شماره ۳ در می ♭ مینور، اپوس. ۳۰، توسط پیوتر ایلیچ چایکوفسکی، در سال ۱۸۷۶ ساخته شد که آخرین کوارتت زهی اوست. این به عنوان یادبودی برای فردیناند لاوب نوشته شده است. (تاریخ روی دست نوشته اوایل فوریه ۱۸۷۶ است)
این کوارتت برای اولین بار در یک مهمانی در آپارتمان نیکلای روبینشتاین در ۲ مارس ۱۸۷۶ اجرا شد. اولین اجرای عمومی در یک کنسرت در ۳۰ مارس / ۱۸ مارس انجام شد و اجراکنندگان آن: یان هژیمالی و آدولف برودسکی، ویولن؛ یولی گرگر، ویولا؛ و ویلهلم فیتسنهیگن، ویولنسل بودند.
روزی، هنگامی که چایکوفسکی با چند دوست خود در حال گذران وقت بود، آنها او را با آوردن یک کوارتت زهی که این کوارتت را برای او اجرا کرد، شگفت‌زده کردند. وقتی اجرا به پایان رسید، چایکوفسکی گفت: «در ابتدا فینال را خیلی دوست نداشتم، اما اکنون می‌بینم که بسیار خوب است.» 